# أداتية
الأداتية، وتسمى أيضًا الوسائلية أو الذرائعية، هي مذهب مثالي ذاتي للفيلسوف الأمريكي جون ديوي وأتباعه، وهو نوع من البَرَجماتية، وملخصه أن المعرفة أداة للعمل ووسيلة للتجربة. وعند ديوي المميزات هي بين الذات والموضوع، بين الأفكار والوقائع، بين النفسي والمادي. هي مجرد اختلافات في إطار «الخبرة»، أو هي جوانب «حدث» ما، أو هي عناصر «موقف». وقد اُستخدمت مثل هذه المصطلحات الغامضة، وكذلك الإشارات إلى الطبيعة الاجتماعية للخبرة، لإخفاء مثالية هذه الفلسفة.
وطبقاً لما يقول به مذهب الأداتية فإن المفاهيم والقوانين العلمية والنظريات هي مجرد أدوات أو وسائل أو مفاتيح إلى الموقف، أي «خطط عمل»، ومن هنا جاء اسم هذا الشكل من المثالية.
ويعترف مذهب الأداتية بالمعرفة كوظيفة حيوية لكائن عضوي؛ ولكنه مع ذلك ينكر أن أهمية هذه المعرفة تكمن في مقدرتها على أن تعكس العالم الموضوعي، وهذا المذهب يعتبر الصدق شيئاً مبرراً يضمن نجاحاً في موقف معين. ولا يعترف ديوي ومؤيدوه بحقيقة الطبقات الاجتماعية، ويلجأون إلى تجريدات ميتافيزيقية عن المجتمع والفرد والدولة، وتعتقد النظرية الأداتية في التقدم، أن التقدم لا يتضمن بلوغ أهداف معينة، وإنما يتضمن عملية الحركة نفسها.
ويُعد ديوي، وهوك، وتشايلدز، وشليزنجر، الدعاة الرئيسيين للأداتية.

## اقرأ أيضاً
- بيير دويم